# Gravures rupestres du Grand roc Noir
Les gravures rupestres du Grand roc Noir sont un ensemble de sites d'art rupestre situés dans la vallée de Haute-Maurienne, de part et d'autre d'un sommet culminant à plus de 3600 mètres d'altitude, le Grand roc Noir, au cœur ou à proximité du Parc national de la Vanoise, en Savoie. Ces gravures rupestres sont situées dans des alpages à la hauteur moyenne de 1 800 à 2 800 mètres, fréquentés l’été par les bergers depuis 4 000 ans et recouverts de neige l'hiver. Elles datent principalement de l'Âge du fer. Parmi elles, la « Pierre aux Pieds » et la « Pierre de Chantelouve », sur la commune de Lanslevillard, sont classées au titre des monuments historiques depuis 1911. Certaines représentent des chevaliers en armes et sont datées du XIIIe siècle.

## Historique
La prise de conscience de l'importance potentielle des gravures rupestres sur ce site découle des découvertes concernant le peuplement de la vallée de Haute-Maurienne et ses activités agricoles très nombreuses, matérialisée par la création d'un musée de l'archéologie au village de Sollières, où les archéologues ont trouvé par hasard en 1972, dans la grotte des Balmes, à 1 300 m d'altitude, une nécropole signalant une occupation de - 2900 à la fin de l'âge du fer,. 
Les gravures d'art rupestre en Vanoise et Haute-Maurienne ont par la suite été répertoriées par le Groupe d'études, de recherches et de sauvegarde de l'art rupestre du massif de Fontainebleau, une association de bénévoles créée en 1975 pour étudier l'art rupestre en général, à partir des connaissances acquises sur les gravures rupestres de la Forêt de Fontainebleau.
Une grande campagne d'inventaire, avec relevés, dessins et photographies, a eu lieu entre 1987 et 2001, effectuée par la Conservation départementale du Patrimoine de la Savoie. Les moulages ont permis une étude plus fine des gravures en laboratoire et le partage des connaissances internationales. Les nouvelles technologies  comme la lasergrammétrie et la photogrammétrie, le classement en coordonnées GPS, avec la mémorisation de l’orientation de chacun des plans de gravures, afin de les comparer, a servi à effectuer des modélisations numériques en incluant les détails peu discernables à l'œil nu.

## Localisation
La grande majorité des gravures sont situées sur le même axe, qui passe par le sommet du Grand roc Noir, disposé du nord-ouest au sud-est, sur seulement quelques kilomètres, et sont en disposition avec les sommets du secteur.
Les graveurs ont privilégié les terrains peu pentus, favorables aux activités pastorales ou à l'extraction des matières premières. Ils ont pris les schistes lustrés, les plus fréquents, mais aussi recherché les blocs erratiques de calcaires phylliteux gréseux et de calcschistes, ou encore les affleurements de marbre polis par les glaciers, partout où la roche se laisse piqueter sans trop éclater.

### Côté Vallon de la Rocheure
La plupart sont localisées dans le vallon de la Rocheure, en versant nord du Grand roc Noir, une montagne qui culmine à plus de 3 500 mètres d'altitude, et constitue l'un des plus hauts sommets du Parc national de la Vanoise. La montagne est entourée de glaciers et d'accès difficile. La plupart du temps l'art rupestre identifié ne dépasse cependant pas la zone des schistes lustrés, vers 2 500 à 2 600 mètres d'altitude. Les gravures les plus précieuses ont été mises à l'abri des regards pour les protéger.
Parcouru par le torrent éponyme, le vallon de la Rocheure s'étend sur une dizaine de kilomètres, d'est en ouest, partant du col de la Rocheure, à environ 3 000 mètres d'altitude, pour rejoindre le torrent de la Leisse, sous le refuge d'entre-deux-eaux, à environ 2 000 mètres d'altitude, où ils fusionnent pour former le Doron de Termignon, qui se jette plus bas dans l'Arc à Termignon. Les principaux affluents du torrent de la Rocheure viennent du sud, sur les flancs nord du Grand roc Noir: les torrents de Geffrey, du Vallonbrun, du "Vallonet" et du "Grand Vallon" qui viennent  successivement le grossir. C'est dans ces quatre vallons que sont concentrés les alpages, en versant nord de la montagne, situation rare dans les Alpes françaises.

### Côté Valcenis

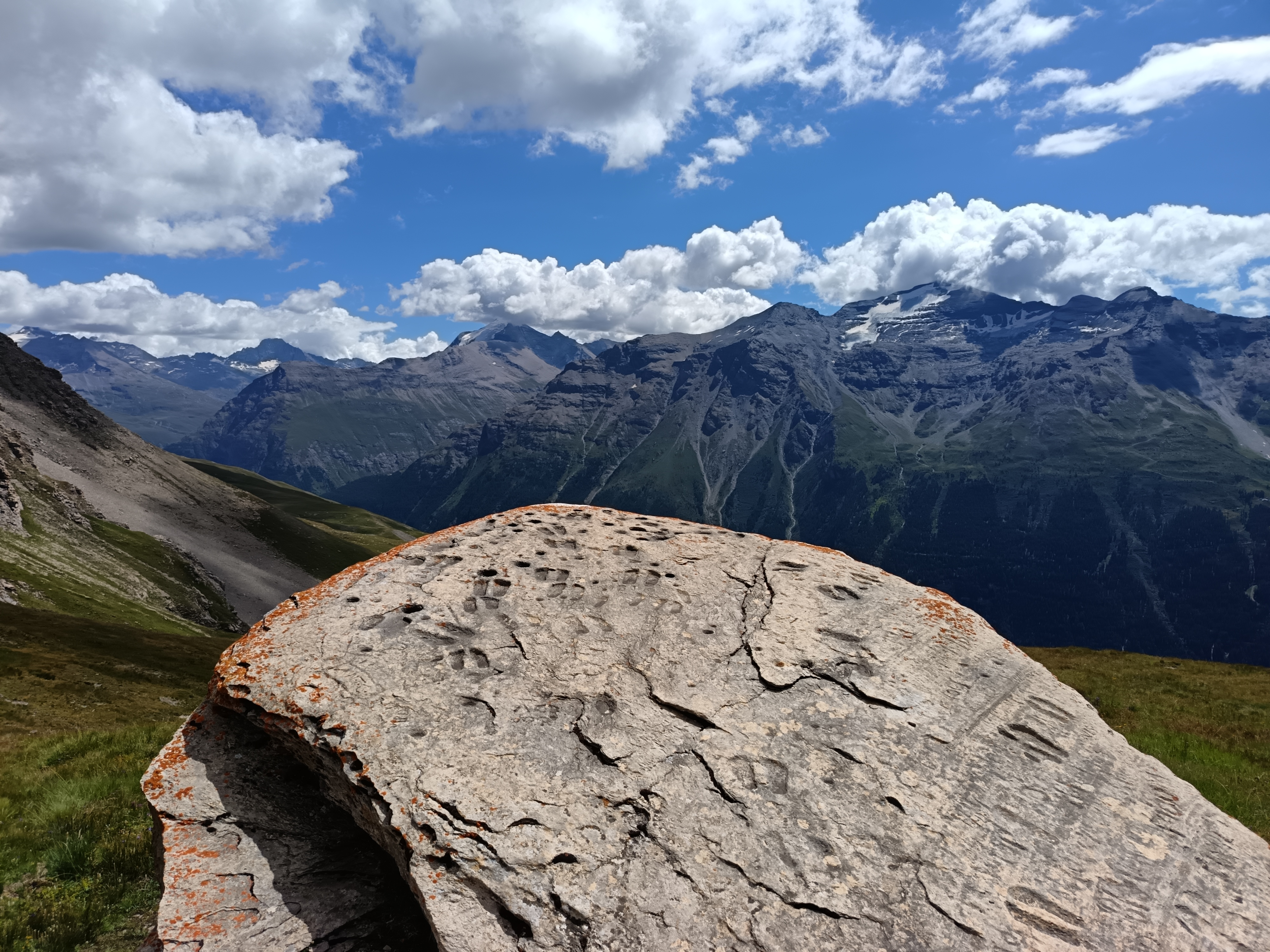
La Pierre aux pieds au-dessus de Lanslevillard.

De l'autre côté du sommet, en versant sud, les gravures à cupules et empreintes de pieds de la "Pierre aux pieds" sont dominées par le sommet tout proche, et globalement en relation avec l'orientation de certaines gravures. Une autre "Pierre aux pieds" plus petite et moins spectaculaire, à une altitude moindre, appelée "Pierre aux saints" et proche d'autres roches gravées, se trouve encore plus au sud, de l'autre côté de la Haute-Maurienne, sur les flancs du col du Mont-Cenis, au-dessus du village de Lanslevillard.

## Datation
Selon les archéologues, qui ont utilisé des comparaisons avec les motifs des vallées italiennes voisines dont la chronologie est bien établie, et avec l'ensemble encore plus riche des gravures rupestres du Valcamonica en Italie, l'essentiel de ces gravures a été effectué à l'Âge du fer, entre 700 et 100 av. J.-C.. Mais ces gravures ne comportent aucun cas enfoui sous des couches datables, à l'exception d'une pierre à cupules située sous des dépôts d'hommes contenant des vestiges de leurs activités, datées de l'Âge du bronze, à Aussois.

## Représentations animales
Les plus fréquemment gravés sont les chiens et bouquetins, aux côtés des personnages armés, avec aussi des équidés, cerfs, animaux à fourrure, serpents et petit gibier.

## Principales gravures

### Au nord du Grand roc Noir
- Les principales gravures figuratives ont été trouvées au Vallonnet, sur les flancs nord du Grand roc Noir. La "Grande Dalle du Vallonnet", la plus connue et la mieux gravée, a été recouverte de terre et moulée au silicone[5], afin de protéger sa postérité. Cette immense dalle gravée, dont le motif est reproduit sur un panneau devant le refuge du Plan du Lac, montre un combat militaire du Moyen Âge avec châteaux et chevaux armés[6]. Elle mesure environ 5 mètres de long[5], sur un banc calcaire avec calcite[5]. Les combattants gravés portent armures et cottes de mailles[5]. Cette dalle comporte aussi la gravure de deux tours, d'architecture lombarde, de l'époque du Moyen Âge[5]. On voit au même endroit gravées des scènes représentant des duels de gladiateurs à la lance, soit des danses rituelles, éventuellement pour honorer une divinité[7]. Un peu plus loin est gravée une scène d'exode[6], constituée d'un personnage portant un gros sac sur l'épaule[5], tandis que du bétail est conduit en lieu sûr[5].

- Dans le bas du Vallonnet, une autre dalle gravée représente un aigle de Maurienne[5]. Un peu plus loin se trouvent d'autres gravures rupestres, figurant un trident et un signe en arceaux[8], considérées par les archéologues comme des figures emblématiques d'origine méditerranéenne, qui correspondent à d'autres traces de la présence sarrazine dans le village de Bessans au premier millénaire [8],[9]. À une dizaine de kilomètres de là, mais sur le versant italien du Massif du Mont-cenis, au Pian del Rosso, près de Suse, une gravure reproduit la scène d'un prêtre enmené de force par un cavalier arabe.

- D'autres gravures représentent un guerrier et une spirale sur le site du "Trou du Chaudron"[5],[10], dépression profonde, large de quelques dizaines de mètres, sous la pointe de Lanserlia, à l'endroit où le vallon de la Rocheure se prolonge, en montant à droite vers le sud, dans le "Grand Vallon" [11], qui ceinture le sommet du Grand roc Noir et se prolonge à 2 700 mètres d'altitude par le "Plateau du Turc" dominant le "Vallonet". Dans ce "Grand vallon", des figures géométriques sont régulièrement visitées par les alpinistes sur de grandes pierres plates[12].

### Au sud du Grand roc Noir
- Sur les flancs sud du Grand roc Noir, à moins d'un demi-kilomètre du sommet, se trouve la "Pierre aux Pieds", située à 2 750 m d'altitude, sur le plateau de Pisselerand, sur laquelle on peut observer une cinquantaine de cupules, ainsi qu'une trentaine d'empreintes de pieds humains. Cette pierre de six mètres d'envergure a une épée sur le gradin latéral, et non loin se trouve gravé une vache de style identique à celle des flancs nord du Grand roc Noir[6].

Juste en face de cette "Pierre aux Pieds", mais de l'autre côté de la Haute-Maurienne, en versant sud, se trouvent plusieurs roches gravées, parmi lesquelles les gravures à cupules de la "Pierre des Saints", située à 2 100 m, sur laquelle on peut observer 150 cupules. 
Un peu plus haut et plus à l'ouest, autour du petit "Lac de l'Arcelle", à 2 295 mètres d'altitude, au-dessus de la Forêt de Chantelouve, 4 roches mêlent différents styles de gravures, tandis que d'autres sont identifiables dans les pentes au-dessus, à Côte Plane et plan Cardinal. Parmi elles, la "Pierre de Chantelouve". Sur sept dalles sont gravées des silhouettes humaines sexuées de 1,20 à 1,50 de long, s'échelonnant un peu plus loin entre les chalets d'Arcelle Neuve et le début, en aval, des éboulis descendant du Signal du Grand Mont Cenis. La "Pierre aux Pieds" et la "Pierre de Chantelouve", toutes deux situées sur le territoire de la commune de Lanslevillard, sont classées "monument historique" depuis 1911.

## Autres gravures rupestres à proximité immédiate
Ces gravures rupestres du Parc national de la Vanoise sont entourées par d'autres gravures:
- Également dans  la commune voisine de Bessans, mais plus à l'est, le site archéologique du Rocher du Château, verrou glaciaire en rive droite de l'Arc de près de 100 mètres à la quasi-verticale, date lui aussi du néolithique avec un groupe de huit cerfs tracés à l'ocre rouge[15]. Ils ont été identifiés en 1976 par Gérard Nehl[15]. Une découverte complétée par les sondages réalisés entre 1997 et 2003 puis par le recours à un logiciel d'analyse des images révélant des ancres, flèches et grilles sur 80 mètres, ainsi que quatre autres cerfs.
- Des gravures dont certaines remontent au Néolithique furent découvertes l'année suivante, en 1977, près des villages de Aussois et Bramans, mais dans une conservation qui ne rendait pas toujours facile leur lecture[11]. Elles sont désormais protégées sur les rochers du "Parc archéologique des Lozes", dans le secteur d'Aussois et Bramans[11].
- Le 18 août 1991, l'archéologue et guide de haute-montagne Raphaël Excoffier[16] a identifié un signe anthropomorphe et une croix, ainsi que des signes gravés plus abstraits, sur du calschiste de la rive nord du Lac des Assiettes, à 2 500 m d'altitude[16], proche du refuge du Col de la Vanoise, du Lac des Vaches, du Lac long et du Lac de la Patinoire.

## Sources
- Résumé, par Photorando, de l'étude détaillée des gravures et peintures rupestres de Haute-Maurienne par Gérard Nelh, publiée en 1979 et 1981 pour le Parc national de la Vanoise [5].
- Revue Art rupestre, bulletin de l'association Gersar [17]